# Klingervattnet (Frostvikens socken, Jämtland, 713577-143905)
Klingervattnet är en sjö i Strömsunds kommun i Jämtland och ingår i Ångermanälvens huvudavrinningsområde. Sjön har en area på 0,124 kvadratkilometer och ligger 519,1 meter över havet.

## Delavrinningsområde
Klingervattnet ingår i det delavrinningsområde (713632-143723) som SMHI kallar för Inloppet i Djupvattnet. Medelhöjden är 611 meter över havet och ytan är 14,42 kvadratkilometer. Det finns inga avrinningsområden uppströms utan avrinningsområdet är högsta punkten. Vattendraget som avvattnar avrinningsområdet har biflödesordning 4, vilket innebär att vattnet flödar genom totalt 4 vattendrag innan det når havet efter 299 kilometer. Avrinningsområdet består mestadels av skog (81 procent) och kalfjäll (16 procent). Avrinningsområdet har 0,42 kvadratkilometer vattenytor vilket ger det en sjöprocent på 2,9 procent.